# Шахаб-уд-Дин, Шаббан
Шаббан Шахаб-уд-Дин (англ. Shabban Shahab-ud-Din; 8 ноября 1909 — 6 января 1983) — индийский хоккеист на траве, нападающий. Олимпийский чемпион 1936 года.

## Биография
Шаббан Шахаб-уд-Дин родился 8 ноября 1909 года.
Играл в хоккей на траве за Манавадар.
В 1936 году вошёл в состав сборной Индии по хоккею на траве на летних Олимпийских играх в Берлине и завоевал золотую медаль. Играл на позиции нападающего, провёл 4 матча, забил 1 мяч в ворота сборной Венгрии.
Умер 6 января 1983 года.